# 井上寿一
井上 寿一（いのうえ としかず、1956年（昭和31年）11月9日 - ）は、日本の政治学者・歴史学者。専門は日本政治外交史・歴史政策論。学習院大学法学部教授、日本国際政治学会評議員、法学博士。
1995年（平成7年）吉田茂賞受賞。2011年（平成23年）第12回正論新風賞受賞。学習院大学学長を歴任。東京都出身。

## 人物・経歴
一橋大学大学院在学中に細谷千博の指導を受け、以来、昭和戦前期の日本外交について一次史料に即した実証研究を重ねる。その成果は学位論文を公刊した著書『危機のなかの協調外交』に示され、日本外交史研究に一石を投じた。同書で吉田茂賞などを受賞。
近年ではオーラルヒストリーの手法を導入した歴史政策論の開拓にも力を入れ、戦後日本の経済外交・対アジア外交へのアプローチを進めている。
ゼミの同期の田中康夫（作家、元長野県知事）と親しい。

### 学歴
- 1981年（昭和56年） 一橋大学社会学部卒業
- 1983年（昭和58年） 一橋大学大学院法学研究科修士課程修了
- 1986年（昭和61年） 同博士課程単位取得退学
- 1988年（昭和63年） 法学博士（一橋大学、学位論文『1930年代日本外交の史的分析－日中戦争に至る対外政策の形成と展開』）

### 職歴
- 1986年（昭和61年） 一橋大学法学部助手
- 1989年（平成元年） 学習院大学法学部助教授
- 1993年（平成5年） 同教授（のち学校法人学習院企画部長、同理事（2003年（平成15年）迄を兼任）
- 2005年（平成17年） - 2009年（平成21年） 学習院大学法学部長
- 2014年（平成26年） - 2020年（令和2年）学習院大学学長

### 社会的活動
- 2009年（平成21年） 読売新聞読書委員会委員
- 2010年（平成22年） 財団法人日本国際政治学会評議員
- 2012年（平成24年） 公益財団法人大学基準協会評議員[4]
- 2014年（平成26年） 内閣府公文書管理委員会委員、国家安全保障局顧問[5]

### 受賞歴
- 1995年（平成7年） - 第25回吉田茂賞及び政治研究櫻田会奨励賞(『危機の中の協調外交』山川出版社)[6]
- 2011年（平成23年） - 第12回正論新風賞

## 著作

### 単著
- 『危機のなかの協調外交　日中戦争に至る対外政策の形成と展開』（山川出版社, 1994年）
- 『日本外交史講義』（岩波書店〈岩波テキストブックス〉, 2003年、新版2014年）
- 『ブリッジブック日本の外交』（信山社出版〈ブリッジブックシリーズ〉, 2005年）
- 『アジア主義を問いなおす』（筑摩書房［ちくま新書］, 2006年／ちくま学芸文庫（増補版）, 2016年）
- 『日中戦争下の日本』（講談社選書メチエ, 2007年／改訂版「日中戦争　前線と銃後」講談社学術文庫, 2018年）
- 『昭和史の逆説』（新潮社［新潮新書］, 2008年）
- 『吉田茂と昭和史』（講談社現代新書, 2009年）
- 『山県有朋と明治国家』（日本放送出版協会［NHKブックス］, 2010年）
- 『戦前昭和の社会 1926-1945』（講談社現代新書, 2011年）
- 『戦前日本の「グローバリズム」 一九三〇年代の教訓』（新潮社［新潮選書］, 2011年）
- 『戦前昭和の国家構想』（講談社選書メチエ, 2012年）
- 『政友会と民政党　戦前の二大政党制に何を学ぶか』（中央公論新社［中公新書］, 2012年）
- 『理想だらけの戦時下日本』（筑摩書房［ちくま新書］, 2013年）
- 『第一次世界大戦と日本』（講談社現代新書, 2014年）
- 『終戦後史　1945－1955』（講談社選書メチエ, 2015年）
- 『昭和の戦争　日記で読む戦前日本』（講談社現代新書, 2016年）
- 『教養としての「昭和史」集中講義』（SB新書, 2016年）
- 『戦争調査会　幻の政府文書を読み解く』（講談社現代新書, 2017年）
- 『機密費外交　なぜ日中戦争は避けられなかったのか』（講談社現代新書, 2018年）
- 『論点別 昭和史　戦争への道』（講談社現代新書, 2019年）
- 『はじめての昭和史』（筑摩書房［ちくまプリマー新書］, 2020年）
- 『広田弘毅　常に平和主義者だった』（ミネルヴァ書房〈ミネルヴァ日本評伝選〉, 2021年）
- 『矢部貞治　知識人と政治』（中央公論新社［中公選書］, 2022年）
- 『戦争と嘘　満州事変から日本の敗戦まで』（ワニブックスPLUS新書, 2023年）
- 『新書 昭和史 短い戦争と長い平和 』（講談社現代新書,2025年）

### 編著ほか
- 『日本の大戦略』（PHP研究所、2012年）、山本吉宣・納家政嗣・神谷万丈共著
- 『経済外交の軌跡　なぜ、アジア太平洋は一つになれないのか　さかのぼり日本史　外交篇1　戦後』（NHK出版、2012年）
- 『日本の外交』（全6巻、岩波書店、2013年）、※編集委員
- 『戦後アジアの形成と日本　歴史のなかの日本政治5』（中央公論新社、2014年）、著者の一員
- 『立憲民政党全史　１９２７－１９４０』（講談社、2023年)　※著者代表（一般財団法人櫻田會の助成による特別研究グループ代表者）　共著者は金子龍司・小山俊樹・菅谷幸浩・村井良太・若月剛史